# Église Saint-Georges d'Hotot-en-Auge
Pour les articles homonymes, voir Église Saint-Georges.
L'église Saint-Georges est un édifice catholique situé à Hotot-en-Auge, en France.

## Localisation
L'église est située dans le département français du Calvados, dans le bourg d'Hotot-en-Auge.

## Architecture
Le clocher est inscrit au titre des monuments historiques depuis le 18 mars 1927.

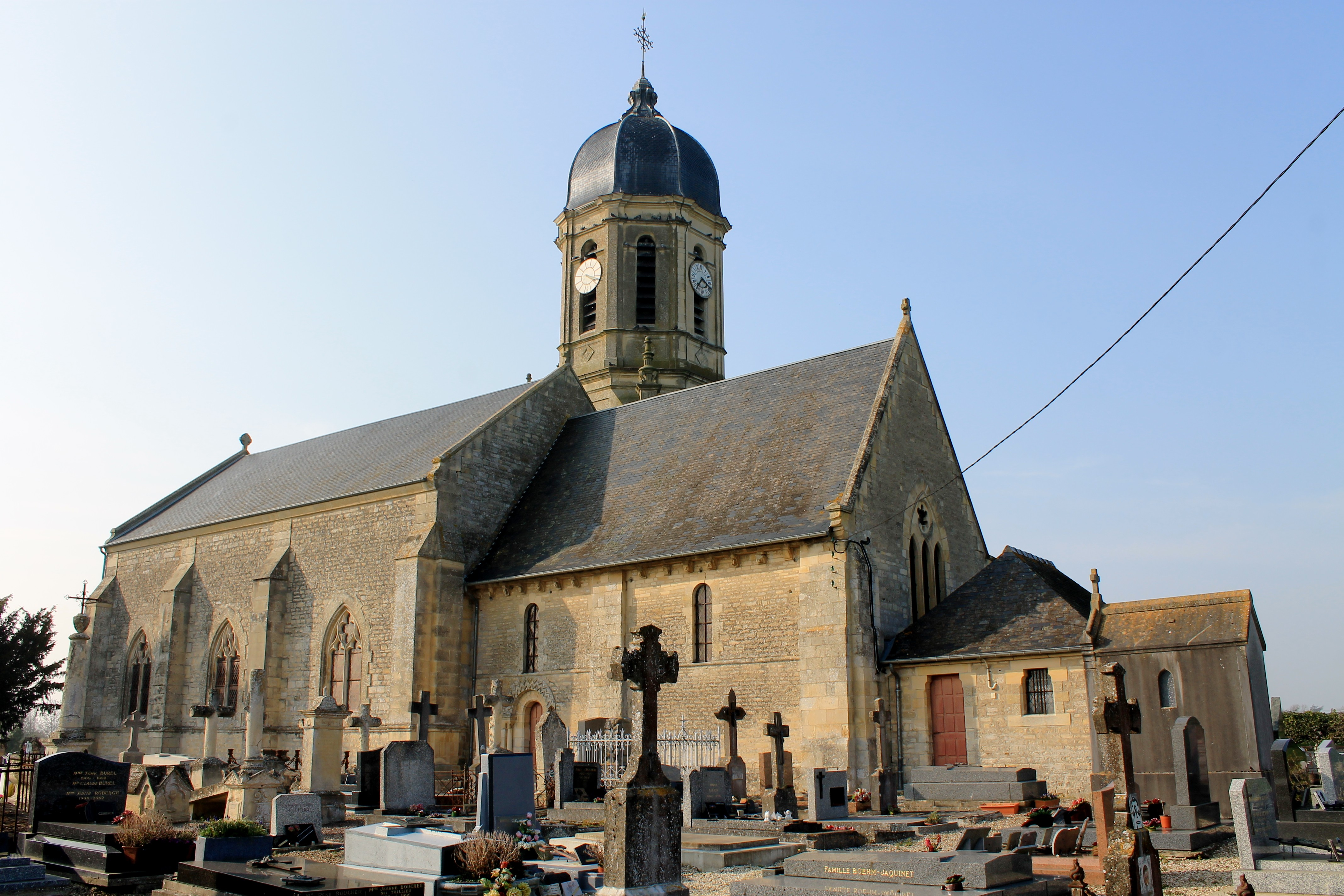
La façade méridionale.
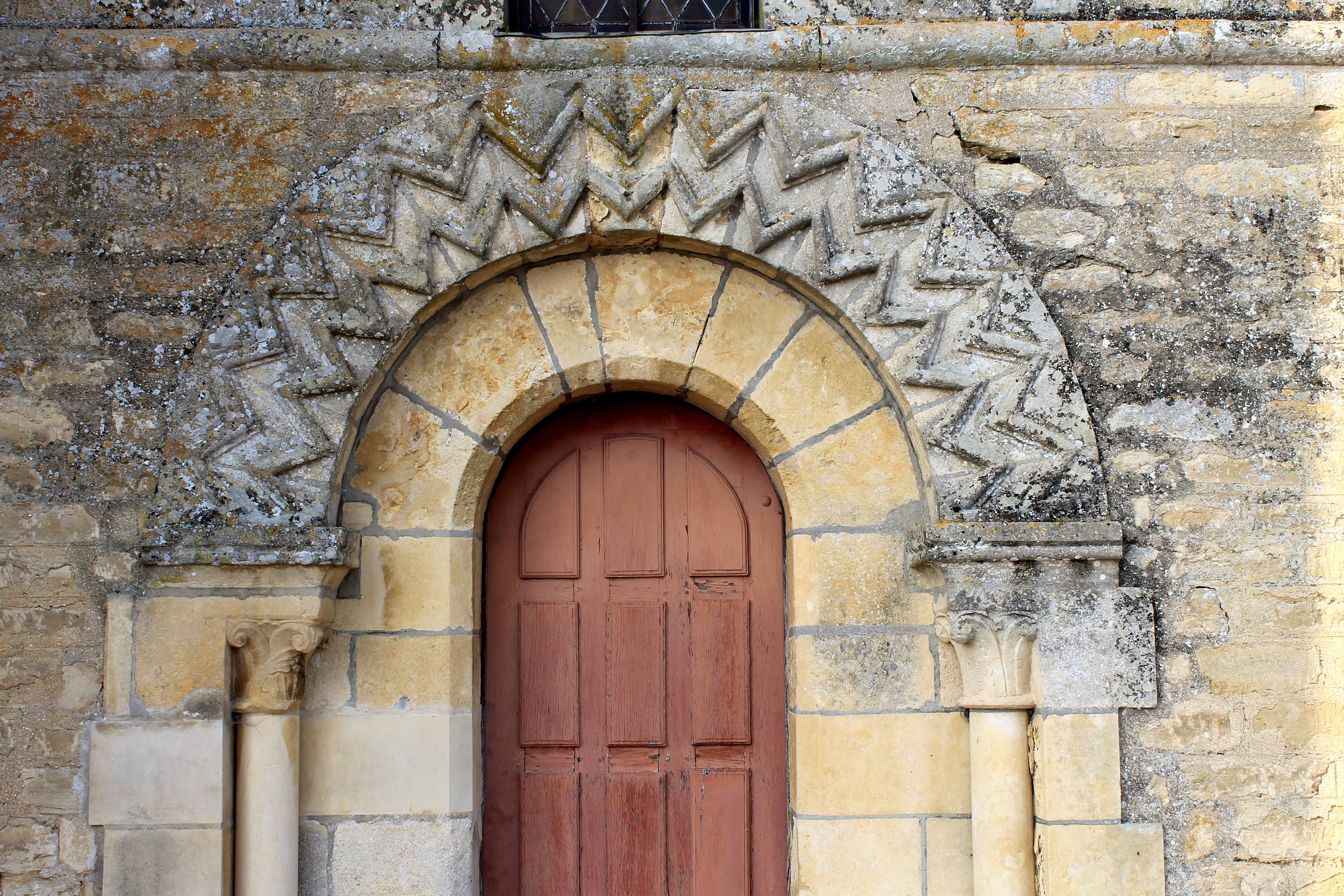
Le portail méridional.
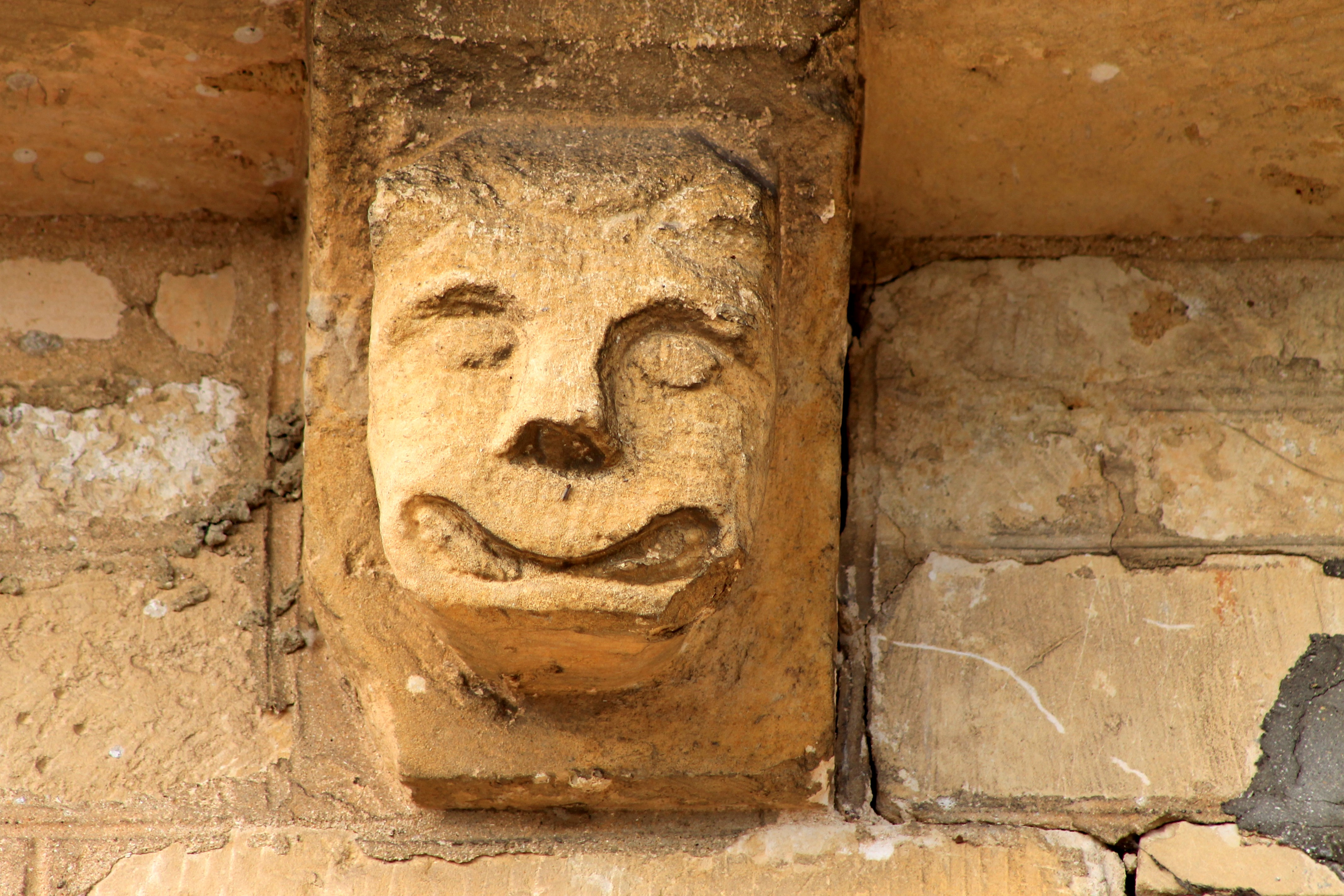
Un modillon.
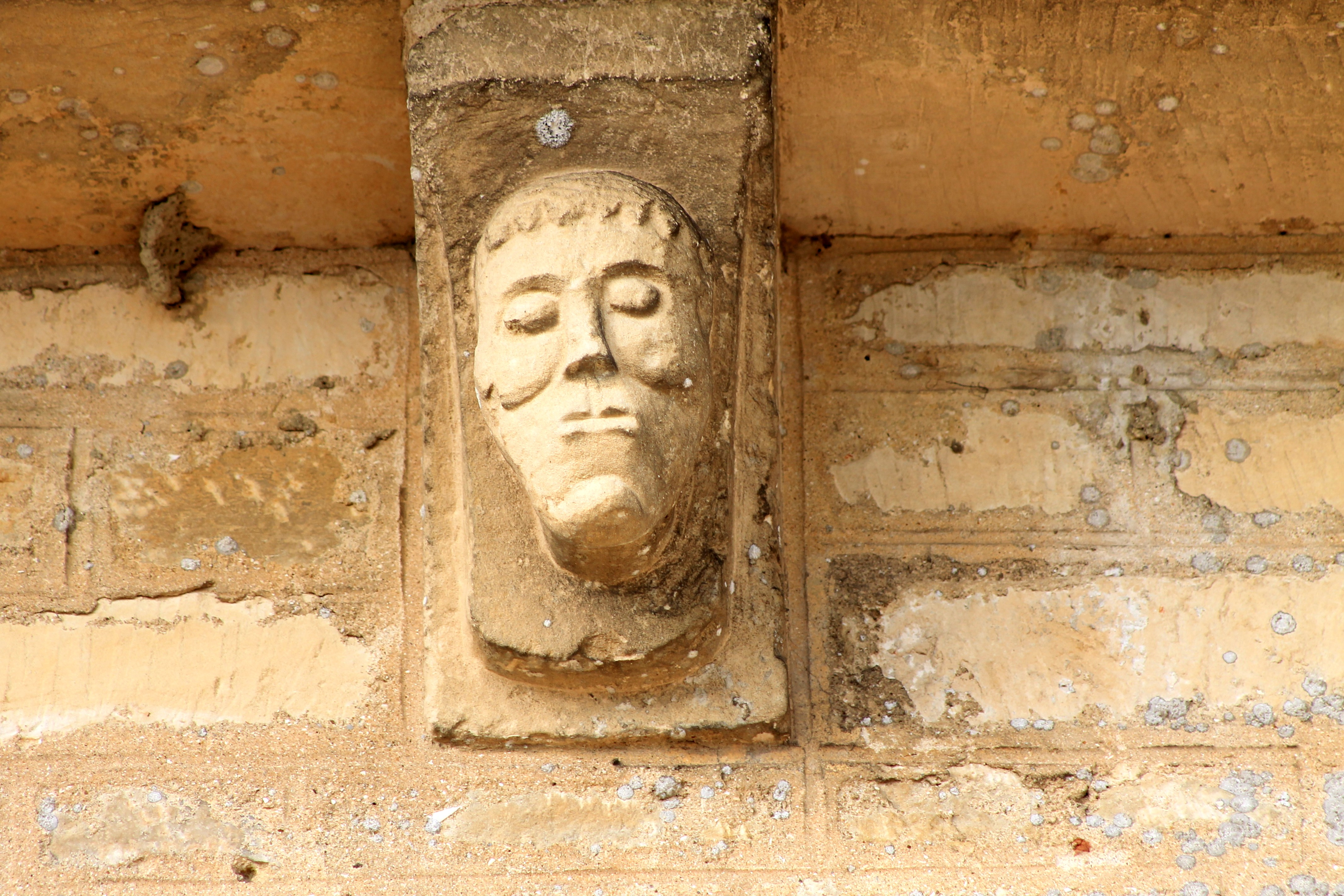
Un modillon.